# 加尔瓦克
加尔瓦克（法語：Garrevaques，法語發音：[ɡaʁvak]）是法国奥克西塔尼大区塔恩省的一个市镇，属于卡斯特尔区。

## 地理
加尔瓦克（43°29'24"N, 1°58'50"E）面积6.86 平方千米，位于法国奧克西塔尼大區塔恩省，该省份为法国南部内陆省份，北起顺时针与阿韦龙省、埃罗省、奥德省、上加龙省和塔恩-加龙省接壤。
与加尔瓦克接壤的市镇（或旧市镇、城区）包括：勒韦勒、蒙热、帕勒维尔、普迪。

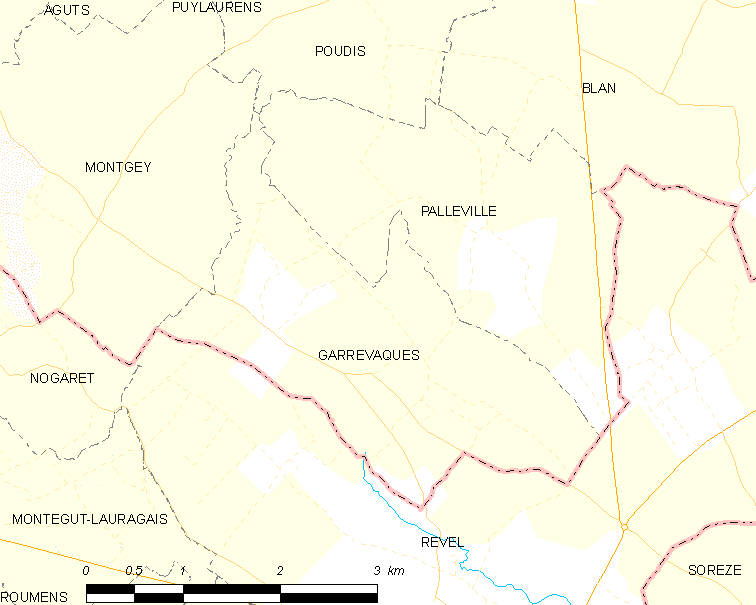
加尔瓦克的OSM定位图

加尔瓦克的时区为UTC+01:00、UTC+02:00（夏令时）。

## 行政
加尔瓦克的邮政编码为81700，INSEE市镇编码为81100。

## 政治
加尔瓦克所属的省级选区为勒帕斯泰勒县。

## 人口

1962-2008年间加尔瓦克人口变化图示

加尔瓦克于2022年1月1日时的人口数量为399人。